# Takahashi Juri
Takahashi Juri (高橋 朱里 (Cao Kiều Chu Lí) Takahashi Juri, sinh ngày 3 tháng 10 năm 1997 tại Ibaraki, Nhật Bản) là cựu thành viên của nhóm nhạc Nhật Bản AKB48. Cô đã tốt nghiệp trong AKB48 vào tháng 12 năm 2018, và cô bắt đầu lại hành trình trở thành idol của mình tại Hàn Quốc. Hiện tại cô là thành viên của nhóm nhạc nữ Rocket Punch thuộc Woollim Entertainment
Qua việc cô được chọn làm thực tập sinh của Woolim Entertainment, và hiện đang hoạt động dưới nhóm nhạc Rocket Punch cùng công ty vào tháng 8 năm 2019..

## Khẩu hiệu
おはし, わたがし, やつはし, たかはし, みんながいちばんすきなのわ? たかはし! チームAの21歳、高橋朱里です
Ohashi, watagashi, yatsuhashi, Takahashi, minna ga ichiban suki na no wa? Takahashi! Chiimu A no 21 sai, Takahashi Juri desu
(Đũa, kẹo bông gòn, yatsuhashi, Takahashi, Ai là thành viên yêu thích của mọi người nào? Takahashi! 21 tuổi từ Team A, Takahashi Juri) (2010 - 2019)

## Sự nghiệp

### 2011-2019: AKB48

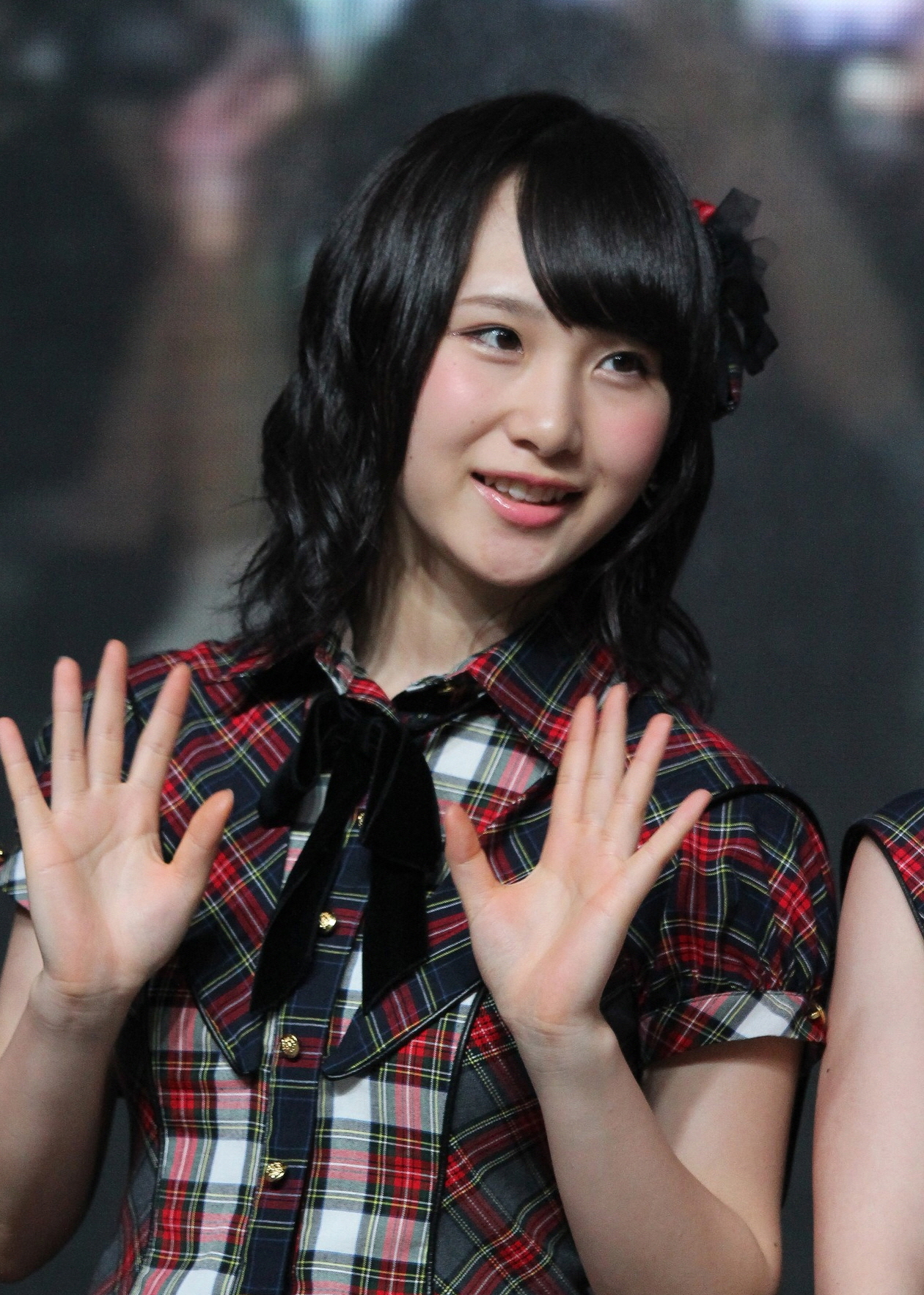
Juri tại sự kiện Tokyo Auto Salon tại Singapore cùng AKB48 năm 2013

Takahashi Juri đã vượt qua vòng thi thử giọng tuyển thành viên thứ 12 của AKB48 vào ngày 20 tháng 2 năm 2011. Cô được chuyển lên Team 4 vào tháng 3 năm 2012 (Saitama Super Arena), nhưng sau đó chuyển về Team A vào tháng 8 năm 2012 (Tokyo Dome Team Shuffle). Tại AKB48 Group Shuffle vào tháng 2 năm 2014, Takahashi Juri chuyển sang trở thành thành viên của Team B. Trong kì (AKB48 Spring Shuffle 2015), Takahashi Juri được chuyển về Team 4 đông thời được bổ nhiệm làm Captain của Team, khiến cô trở thành Captain trẻ nhất trong lịch sử AKB48 lúc bấy giờ. Gần đây nhất trong kì AKB48 12th Anniversary Shuffle 2017 cô một lần nữa chuyển về Team B và tiếp tục đảm nhiệm vị trí Captain của Team.
Trong kì Tổng tuyển cử năm 2014, Takahashi Juri xếp hạng thứ 28, đây là lần đầu tiên Juri có hạng sau 2 năm liên tiếp không có hạng. Năm 2016, trong kì Tổng tuyển cử lần thứ 8, Takahashi Juri lần đầu tiên đứng vào hàng ngũ Senbatsu với đĩa đơn "LOVE TRIP" ở hạng 15.
Ngày 4 tháng 3 năm 2019, tại stage sinh nhật của mình, Takahashi thông báo rằng cô sẽ tốt nghiệp khỏi AKB48. Cô cũng nói thêm rằng mình sẽ debut một lần nữa dưới tư cách là thành viên của một nhóm nhạc Kpop và đã kí hợp đồng độc quyền với công ty giải trí Woollim, công ty quản lý nhiều nhóm nhạc Hàn Quốc như Infinite, Lovelyz, Golden Child, cũng như là hai thành viên Eunbi và Chaewon của IZ*ONE.

### 2019-nay: Produce 48
Năm 2018, Takahashi Juri tham gia Produce 48, một chương trình sống còn kết hợp giữa Hàn và Nhật. Cô lần lượt vượt qua cả ba vòng thi: First Group Battle với màn trình diễn Short Hair của AOA, Position Evaluation với position "Hát và Rap" với màn trình diễn Ddu-du Ddu-du của Blackpink, và Concept Evaluation với ca khúc I Am. Cô cũng trình diễn ca khúc 반해버리잖아? / 好きになっちゃうだろう？ (You're In Love, Aren't You?) sản xuất bởi Akimoto Yasushi ở vòng Debut Evaluation. Juri thể hiện được cả kĩ năng và sức hút của bản thân khi lần lượt được các ban huấn luyện xếp hạng B và rồi được chuyển lên hạng A sau khi được đánh giá lại, cô cũng luôn đạt được thứ hạng tương đối cao và vượt qua được cả ba vòng loại trừ và trụ lại đến tập cuối cùng của chương trình. Kết thúc Produce 48, Takahashi Juri dừng lại với vị trí thứ 16.

#### Tiếp tục hành trình Idol tại Hàn Quốc, tốt nghiệp trong AKB48
Vào tháng 3 năm 2019, nhóm nhạc AKB48 xác nhận là Juri đã tốt nghiệp sau 8 năm hoạt động cùng nhóm. Nhưng vì mơ ước trở thành Idol của cô và có kinh nghiệm về hoạt động âm nhạc ở Hàn Quốc qua chương trình sống còn Produce 48, nên cô đã quyết định tiếp tục con đường sự nghiệp ở Hàn Quốc. Vài ngày sau đó, cô đã được netizens và CEO của công ty Woolim xác nhận là thực tập sinh của công ty Woolim Entertainment.

#### Debut với nhóm nhạc Rocket Punch ở Hàn Quốc
Vào cuối tháng 7 năm 2019, Woolim Entertainment đã cho ra teaser debut của nhóm nhạc thế hệ mới của công ty, Rocket Punch. Và trong nhóm có bao gồm Juri. Netizens khá bất ngờ về quyết định của công ty vì Juri tính ra mới được là thực tập sinh 4,5 tháng. M/V debut của nhóm nhạc  "Bim Bam Bum" được ra mắt vào 8 tháng 8 năm 2019.

## Tổng tuyển cử AKB48
- Không xếp hạng tại Cuộc Tổng tuyển cử thứ 4, tổ chức năm 2012
- Không xếp hạng tại Cuộc Tổng tuyển cử thứ 5, tổ chức năm 2013
- Hạng 28 (Undergirls) tại Cuộc Tổng tuyển cử thứ 6, tổ chức năm 2014
- Hạng 25 (Undergirls) tại Cuộc Tổng tuyển cử thứ 7, tổ chức năm 2015
- Hạng 15 (Senbatsu) tại Cuộc Tổng tuyển cử thứ 8, tổ chức năm 2016
- Hạng 11 (Senbatsu) tại Cuộc Tổng tuyển cử thứ 9, tổ chức năm 2017
- Hạng 12 (Senbatsu) tại Cuộc Tổng tuyển cử thứ 10, tổ chức năm 2018

## Janken Taikai (Cuộc thi kéo-búa bao)
- Không đủ điều kiện tham gia Janken Taikai thứ 2, tổ chức năm 2011
- Dừng ở vòng 1 (Thua Nonaka Misato) tại Janken Taikai thứ 3, tổ chức năm 2012
- Dừng ở vòng 2 (Thua Abe Maria) tại Janken Taikai thứ 4, tổ chức năm 2013
- Dừng ở vòng 1 (Thua Tano Ayaka) tại Janken Taikai thứ 5, tổ chức năm 2014
- Dừng ở vòng 2 (Thua Ota Ayaka) tại Janken Taikai thứ 6, tổ chức năm 2015
- Đứng hạng 9 (Thua Tanabe Miku) tại Janken Taikai thứ 7, tổ chức năm 2016

## Danh sách đĩa nhạc

### Đĩa đơn cùng AKB48
| Năm  | Số | Tên                        | Vai trò                  | Bài hát                      | Chú thích |
| ---- | -- | -------------------------- | ------------------------ | ---------------------------- | --- |
| 2011 | 23 | "Kaze wa Fuiteiru"         | Team 4 và Kenkyuusei     | "Tsubomitachi"               | B-side đầu tiên |
| 2012 | 25 | "Give Me Five!"            | Special Girls A          | "NEW SHIP"                   | |
| 2012 | 26 | "Manatsu no Sounds Good!"  | Senbatsu                 | "Manatsu no Sounds Good!"    | Senbatsu đầu tiên được chọn bởi Management |
| 2012 | 27 | "Gingham Check"            | Waiting Girls            | "Ano Hi no Fuurin"           | Không được xếp hạng trong tổng tuyển cử năm 2012. |
| 2012 | 28 | "Uza"                      | Undergirls               | "Tsugi no Season"            | Lần đầu tiên được xếp vào Undergirls bởi Managment.                                                                                                  |
| 2012 | 28 | "Uza"                      | Team A                   | "Kodoku na Hoshizora"        | |
| 2012 | 29 | "Eien Pressure"            |                          | "Watashitachi no Reason"     | |
| 2013 | 30 | "So Long!"                 | Undergirls               | "Waiting Room"               | |
| 2013 | 30 | "So Long!"                 | Team A                   | "Ruby"                       | |
| 2013 | 31 | "Sayonara Crawl"           | Undergirls               | "Bara no Kajitsu"            | |
| 2013 | 31 | "Sayonara Crawl"           | Team A                   | "Ikiru Koto"                 | |
| 2013 | 32 | "Koi Suru Fortune Cookie"  |                          |                              | Tuy không tham gia vào bất kì bài hát nào trong đĩa đơn này, Juri có xuất hiện trong video hướng dẫn nhảy "Koi Suru Fortune Cookie" thuộc DVD type-B |
| 2013 | 33 | "Heart Ereki"              | Undergirls               | "Kaisoku to Doutai Shiryoku" | |
| 2013 | 33 | "Heart Ereki"              | Team A                   | "Kiss Made Countdown"        | |
| 2014 | 35 | "Mae Shika Mukanee"        | Baby Elephants và center | "Himitsu no Diary"           | Lần đầu tiên làm center |
| 2014 | 36 | "Labrador Retriever"       | Senbatsu                 | "Labrador Retriever"         | |
| 2014 | 36 | "Labrador Retriever"       | Team B                   | "B Garden"                   | |
| 2014 | 37 | "Kokoro no Placard"        | Undergirls               | "Dareka ga Nageta Ball"      | Lần đầu tiên có hạng (hạng 28) trong kì Tổng tuyển cử năm 2014. Lần đầu tiên được xếp vào Undergirls qua Tổng tuyển cử.                              |
| 2014 | 38 | "Kibouteki Refrain"        | Senbatsu                 | "Kibouteki Refrain"          | |
| 2014 | 38 | "Kibouteki Refrain"        | Team B                   | "Loneliness Club"            | |
| 2015 | 39 | "Green Flash"              |                          | "Yankee Rock"                | Bài hát kết phim của "Majisuka Gakuen 4" |
| 2015 | 40 | "Bokutachi wa Tatakawanai" | Senbatsu                 | "Bokutachi wa Tatakawanai"   | Không xuất hiện trong MV. |
| 2015 | 40 | "Bokutachi wa Tatakawanai" | Selection 16             | "Summer Side"                | |
| 2015 | 40 | "Bokutachi wa Tatakawanai" | "Kimi no Dai-ni Shou"    |                              | |
| 2015 | 41 | "Halloween Night"          | Undergirls               | "Sayonara Surfboard"         | Xếp hạng 25 trong kì Tổng tuyển cử năm 2015. |
| 2015 | 41 | "Halloween Night"          |                          | "Yankee Machine Gun"         | Bài hát mở đầu của " Majisuka Gakuen 5" |
| 2015 | 41 | "Halloween Night"          | "Ippome Ondo"            |                              | |
| 2015 | 42 | "Kuchibiru ni Be My Baby"  | Next Generation Senbatsu | "Kimi wo Kimi wo Kimi wo..." | |
| 2015 | 42 | "Kuchibiru ni Be My Baby"  | Team 4                   | "Senaka Kotoba"              | |
| 2015 | 42 | "Kuchibiru ni Be My Baby"  | Team 4                   | "Nanka, Chotto, Kyuu ni..."  | |
| 2016 | 43 | "Kimi wa Melody"           | Next Generation Senbatsu | "LALALA Message"             | Đĩa đơn đánh dấu kỉ niệm mười năm của AKB48 |
| 2016 | 44 | "Tsubasa wa Iranai         | Senbatsu                 | "Tsubasa wa Iranai           | |
| 2016 | 44 | "Tsubasa wa Iranai         | Team 4                   | "Kangaeru Hito"              | |
| 2016 | 45 | "LOVE TRIP"                | Senbatsu                 | "LOVE TRIP"                  | Xếp hạng 15 trong kì Tổng tuyển cử năm 2016. Senbatsu đầu tiên qua Tổng tuyển cử.                                                                    |
| 2016 | 45 | "LOVE TRIP"                | Senbatsu                 | "Shiawase wo Wakenasai"      | |
| 2016 | 46 | "High Tension"             | Senbatsu                 |                              | |
| 2017 | 47 | "Shoot Sign"               | Senbatsu                 | "Shoot Sign"                 | Lần đầu tiên được chọn làm Media Senbatsu. |
| 2017 | 47 | "Shoot Sign"               | U-19 Senbatsu            | "Accident Chu"               | |
| 2017 | 48 | "Negaigoto no Mochigusare" | Senbatsu                 | "Negaigoto no Mochigusare"   | |
| 2017 | 48 | "Negaigoto no Mochigusare" | "Tenmetsu Pheromone"     |                              | |
| 2017 | 49 | "＃SukiNanda"              | Senbatsu                 | "＃SukiNanda"                | Xếp hạng 11 trong kì Tổng tuyển cử năm 2017. |
| 2017 | 50 | "11gatsu no Anklet"        | Senbatsu                 | "11gatsu no Anklet"          | |
| 2018 | 51 | "Jabaja"                   | Senbatsu                 | "Jabaja"                     | |
| 2018 | 52 | "Teacher Teacher"          | Senbatsu                 | "Teacher Teacher"            | Trong đĩa đơn này, suất ảnh độc quyền của Takahashi Juri được phân phối trên AKB48 Original Shop                                                     |
| 2018 | 52 | "Teacher Teacher"          | Team B                   | "Atarashii Chime"            | Trong đĩa đơn này, suất ảnh độc quyền của Takahashi Juri được phân phối trên AKB48 Original Shop                                                     |
| 2018 | 53 | "Sentimental Train"        | Senbatsu                 | "Sentimental Train"          | Xếp hạng 12 trong kì Tổng tuyển cử năm 2018. |
| 2018 | 54 | "NO WAY MAN"               | Senbatsu                 | "NO WAY MAN"                 | Không tham gia vào các cảnh nhảy trong MV. |
| 2019 | 55 | "Jiwaru DAYS"              | Senbatsu                 | "Jiwaru DAYS"                | |

### Các đĩa đơn khác
| Năm  | Đĩa đơn      | Bài hát tham gia | Vai trò/Nhóm | Chú thích |
| ---- | ------------ | ---------------- | ------------ | --- |
| 2016 | "Sakasazaka" | "Kiseki no Door" | Jankenmin    | Đứng hạng 9 ở Janken Taikai lần thứ 7, cô giành xuất tham gia bài hát coupling trong đĩa đơn Sakasazaka của Jankenmin. |

### Albums với AKB48
| Năm  | Album                                        | Bài hát tham gia               | Vai trò/Nhóm            |
| ---- | -------------------------------------------- | ------------------------------ | ----------------------- |
| 2011 | "Koko ni Ita Koto"                           | "High school days"             | Kenkyuusei              |
| 2011 | "Koko ni Ita Koto"                           | "Koko ni Ita Koto"             | AKB48+SKE48+NMB48+SDN48 |
| 2012 | "1830m"                                      | "Chokkaku Sunshine"            | Team 4                  |
| 2012 | "1830m"                                      | "Aozora yo Sabishikunai ka?"   | AKB48+SKE48+NMB48+HKT48 |
| 2014 | "Tsugi no Ashiato"                           | "Kakushin ga Moterumono"       | Team A                  |
| 2014 | "Tsugi no Ashiato"                           | "Ponkotsu Blues"               |                         |
| 2015 | "Koko ga Rhodes da, Koko de Tobe!"           | "Downtown Hotel 100 Goushitsu" |                         |
| 2015 | "Koko ga Rhodes da, Koko de Tobe!"           | "To go de"                     | Team B                  |
| 2015 | "Koko ga Rhodes da, Koko de Tobe!"           | "Saisho no Ai no Monogatari"   |                         |
| 2015 | "0 to 1 no Aida"                             | "Hajimari no Yuki"             |                         |
| 2015 | "0 to 1 no Aida"                             | "Nakigoto Time"                | Team 4                  |
| 2017 | "Thumbnail"                                  | "Ano Hi no Jibun"              |                         |
| 2017 | "Thumbnail"                                  | "Hibiwareta Kagami"            |                         |
| 2018 | "Bokutachi wa, Ano Hi no Yoake wo Shitteiru" | "Kutsuhimo no Musubikata"      | Senbatsu                |
| 2018 | "Bokutachi wa, Ano Hi no Yoake wo Shitteiru" | "Namida no Hyoumenchouryoku"   |                         |

### Singles với Rocket Punch
| Năm  | Tên         | Album      | Chú thích                  |
| ---- | ----------- | ---------- | -------------------------- |
| 2019 | Bim Bam Bum | Pink Punch | M/V debut tại Hàn của Juri |
| 2020 | Bouncy      | Red Punch  |                            |

## Danh sách xuất hiện truyền thông

### Movies
| Năm  | Tên                      | Vai          | Chú thích                        |
| ---- | ------------------------ | ------------ | -------------------------------- |
| 2012 | Shiritsu Bakaleya Koukou | Miyu Nikaido | Là sequel của bộ drama cùng tên. |

### Dramas
| Năm  | Tên                                  | Vai                          | Chú thích                |
| ---- | ------------------------------------ | ---------------------------- | ------------------------ |
| 2012 | Majisuka Gakuen 3                    | Messi - Team Mongoose        |                          |
| 2013 | So long!                             | Takahashi Juri               | Vai phụ                  |
| 2014 | Sailor Zombie                        | Oyamada Mutsumi              | Đảm nhiệm vai thứ chính. |
| 2015 | Majisuka Gakuen 4                    | Uonome - Team Hinabe (Năm 2) |                          |
| 2015 | Majisuka Gakuen 5                    | Uonome - Team Hinabe (Năm 2) |                          |
| 2016 | AKB Horror Night: Adrenaline's Night | Takahashi Juri               | Tập 39 - Hide and Seek   |
| 2016 | AKB Love Night: Love Factory         | Takahashi Juri               | Tập 25                   |
| 2016 | Cabasuka Gakuen                      | Uonome (Iwashi)              |                          |

### Show thực tế
- AKBINGO!
- Shukan AKB
- AKB48 Bimyo
- Bimyo-na Tobira AKB48 no GachiChallenge
- AKB48 no Anta, Dare?
- AKB Kousagi Dojo
- Ariyoshi AKB Kyowakoku
- AKB48 Nemousu Terebi
- Bakushou! Dai Nippon Akan Keisatsu
- AKB48 Konto "Nani mo Soko Made..."
- AKB Kanko Taishi